# Personaggi di Hitman (videogioco 2016)
Ecco una lista dei personaggi principali del videogioco Hitman.

## Bersagli

### Kalvin Ritter
Presumibilmente originario delle Barbados, Kalvin Ritter si fece notare per la prima volta a Londra negli anni '80 come membro degli "Uccelli del cortile" (The Yard Birds), una famosa rete internazionale di ladri specializzati nel furto di gioielli.
Il giovane Ritter fu preso in simpatia dal loro capo, il leggendario rapinatore di banche serbo Aleksandar Kovak, che ne divenne poi il mentore. Il ragazzo aveva un talento naturale per il furto, essendo incredibilmente atletico e acrobatico, nonché provvisto di un'impressionante abilità strategica e di un'elevata intelligenza sociale. Carismatico e affascinante, era in grado di adottare qualsiasi accento, identità o personalità senza la minima difficoltà. Spietato se necessario, non ha mai avuto scrupoli a ferire o uccidere il personale di sicurezza che si è frapposto tra lui e la sua refurtiva.
Quando l'Interpol catturò finalmente la banda degli Yard Birds, solo Ritter riuscì a scappare, rifacendosi vivo qualche anno dopo nelle vesti di un rispettabile collezionista d'arte in Florida, USA. Adottando il suo vecchio soprannome, "lo sparviero" (The Sparrow), ha proseguito la sua carriera specializzandosi nel furto di opere d'arte di inestimabile valore ai danni di ricchi creduloni.
Nel 1998 Ritter si rese conto che il mondo stava per cambiare e così decise di ritirarsi dalla sua attività di ladro. Sfortunatamente per lui, un suo vecchio cliente si accorse che "lo sparviero" gli aveva venduto un Gorka falso e ha assunto l'ICA per distruggere i suoi sogni di una pensione dorata.
Mentre Ritter stava avendo un incontro sociale sul proprio yacht privato ancorato a Sydney, Australia, un agente ICA (47) riuscì ad infiltrarsi e ad eliminarlo senza testimoni.

### Jasper Knight
Jasper Knight era un famoso maestro degli scacchi, reo di aver ucciso l'ambasciatore sovietico negli Stati Uniti. L'ambasciatore aveva tradito e intendeva collaborare con l'Occidente ma Knight, un'astuta spia agli ordini del KGB, lo avvelenò con scacchi ricoperti di ricina durante una partita privata. In seguito, Knight fuggì nella Cuba comunista in attesa di un salvacondotto per oltrepassare la cortina di ferro. Scoperto l'accaduto, i vertici di Langley assoldarono l'ICA per eliminarlo. L'assassino incaricato dell'operazione era il capo istruttore Erich Soders, ai tempi ancora attivo sul campo. Raggiunse Knight in un remoto aeroporto di Cuba, dove il bersaglio aveva appuntamento con il suo contatto del KGB, e lo eliminò senza lasciare alcuna traccia. La missione è considerata tutt'oggi un'operazione da manuale brillante, rigorosa e insospettabile.
Il suo nome è probabilmente un omaggio a Jesper Kyd, compositore danese autore delle musiche per i primi 4 capitoli della saga Hitman (da Pagato per uccidere - 2000 - fino a Blood Money - 2006).

### Viktor Novikov
Viktor Novikov è il classico miliardario venuto dal nulla. Ha prosperato con il boom del capitalismo a seguito del crollo dell'Unione Sovietica, facendo fortuna con le proprietà immobiliari. Quando è stato travolto dalla recessione, ha ripiegato su fonti di guadagno più "creative", come spionaggio industriale, estorsione, frodi assicurative, rapimenti e incendi dolosi. Qualsiasi espediente pur di mantenere il suo stile di vita lussuosissimo. Cinque anni fa, con un sorprendente colpo di scena, Novikov ha tagliato i fili a tutte le sue attività illegali e ha acquistato la Sanguine, uno dei marchi europei più antichi e prestigiosi del mondo della monda, si è trasferito a Parigi e ha iniziato a vivere onestamente, almeno apparentemente. Il suo ruolo è in realtà infatti una copertura per un progetto decisamente più remunerativo messo a punto dalla sua fidanzata, la leggendaria top model israeliana Dalia Margolis. Novikov è carismatico, ma arrogante, prepotente, orgoglioso e poco incline al compromesso. È molto sicuro di sé ma con scarsa autostima.

### Dalia Margolis
La bellissima Dalia Margolis, figlia di un generale interventista dell'esercito israeliano, è diventata una delle icone del mondo della moda dello scorso decennio. Giunta all'apice della carriera, ha saggiamente deciso di ritirarsi e di lanciare la propria agenzia di modelle. Ai tempi d'oro, Dalia era in realtà una spia del Mossad, il quale aveva capito che la bellezza e la fama potevano aprire porte che restavano chiuse davanti armi ed esplosivi. Fu una sua soffiata a portare all'arresto della Mangusta e all'attacco con i droni che mise fine alla Sciabola Rossa in Libano. La Margolis ha sfruttato il suo addestramento per architettare qualcosa di ancora più minaccioso, la rete spionistica IAGO. Affascinante ed estremamente intelligente, è la mente dietro il progetto IAGO.

### Silvio Caruso
Silvio Caruso è un rinomato bioingegnere italiano. Nonostante si sia affermato come uno dei migliori ricercatori al mondo nel campo delle cellule staminali, è un genio dalla mente disturbata. Si tratta di un uomo nevrotico e con comportamenti anomali, costantemente in bilico tra l'insicurezza e la megalomania, carico di angosce e incapace di stabilire rapporti con il prossimo. Caruso discende da una famiglia dell'aristocrazia terriera ed è l'ultimo di tre fratelli. Sua madre Isabella, che fu in passato un'intellettuale dallo spirito libero, rimase vedova in giovane età e non si risposò mai. Quando i fratelli maggiori di Silvio, due gemelli, fuggirono da casa senza lasciare tracce, Isabella sviluppò un affetto morboso nei confronti dell'unico figlio che le era rimasto, tramutandosi in una madre arcigna e protettiva. Per anni terrorizzò Silvio, già provato da un'indole timida, riservata ed emotivamente fragile, inducendolo a sentirsi un inetto e a riversare su di lei ogni barlume di devozione. A causa degli abusi psicologici di sua madre, Silvio ha sviluppato un serio problema di ginecofobia, la paura delle donne. Naturalmente, questo tornò a vantaggio di Isabella: Caruso aveva instaurato con la madre un intenso rapporto di odio e amore, ma soprattutto disprezzava sé stesso per non avere la forza di opporsi alle sue angherie. Quando Isabella morì nel sonno per cause apparentemente naturali (in realtà uccisa da suo figlio Silvio), la Ether Corporation ha offerto a Caruso l'incarico di caporicercatore di un progetto che potrebbe rivoluzionare l'idea stessa di guerra, trasformando la lotta per il potere globale in un conflitto non tra stati, ma tra singoli individui. L'obiettivo è sviluppare un virus a DNA specifico in grado di colpire qualsiasi bersaglio nel mondo: un'arma invisibile e implacabile. L'idea ha profondamente colpito Caruso, che, soffrendo anche di un'acuta fobia dei viaggi, ha convinto la Ether a costruire un laboratorio di ricerca all'avanguardia nei sotterranei della sua residenza di famiglia.
Una delle guardie del laboratorio afferma che Caruso è affetto dalla sindrome di Asperger. Ha assunto il detective privato Sal Falcone per raccogliere campioni di DNA delle persone che lo avevano bullizzato a scuola. In base alla valutazione psicologica che si può trovare nella stanza della madre, nel 2016 la sua età era di 41 anni (e quindi dovrebbe averne 44 il giorno del suo assassinio, dato che gli eventi de Il mondo di domani sono ambientati nel 2019). Diana Burnwood afferma nel briefing della missione Il mondo di domani che Caruso è stato un cliente dell'ICA; si scoprirà infatti nella missione Effetto valanga che aveva ordinato l'assassinio di Marco Abiatti.

### Francesca De Santis
Francesca De Santis è una geniale ricercatrice scientifica, attualmente la capo laboratorio in carica per il progetto del virus. Figlia di un compositore neoclassico e una scenografa, la De Santis è cresciuta nei sobborghi di Firenze. Tuttavia, mostrò fin dalla tenera età di non essere tagliata per seguire le tradizioni di famiglia. Ha intrapreso con successo la carriera scientifica, acquisendo reputazione per la sua accuratezza, determinazione e perseveranza. In realtà, la De Santis è una cinica e spietata arrivista libertaria, da sempre più interessata a scalare la gerarchia aziendale che altro. Per raggiungere l'ambito ruolo di responsabile regionale R&S per la Ether Corporation, una delle più importanti compagnie farmaceutiche al mondo la De Santis ha acconsentito a lavorare in incognito nel laboratorio di Caruso, per spiarlo e tenerlo sotto controllo. Ha l'ordine di far eliminare Silvio Caruso e di proseguire le ricerche al suo posto, nel caso lui dovesse diventare una minaccia verso il progetto o la compagnia, un compito che ha intenzione di svolgere senza scrupoli. Francesca De Santis è una donna affascinante, sofisticata, cordiale, premurosa e sensuale; l'abilità di apparire innocente pugnalando alle spalle è la caratteristica che la rende più pericolosa.

### Dino Bosco
Il mitico attore Dino Bosco, figlio d'arte, ha attraversato momenti difficili negli ultimi anni, soprattutto per la sua inclinazione a ribellarsi al conformismo. Nonostante sia nato con la camicia, Bosco ha sempre scelto con cura quale indossare, in quanto certo che, per assurgere alla grandezza, "sia necessario meritarla". Nessuno può negare che Bosco abbia vissuto il suo lungo periodo di gavetta, già a partire dagli anni '80, quando apparve in numerosi film erotici e dell'orrore a basso costo. Dall'inizio degli anni '90, tuttavia, iniziò ad attirare l'interesse della nuova generazione di registi, convinti che il film d'exploitation potesse rappresentare una forma d'arte e non più immondizia su pellicola. Questo gli permise di diventare un astro nascente nella scena cinematografica mondiale. Il vero successo, ad ogni modo, giunse solo dopo essere stato premiato per la sua interpretazione nel film di Sergio Tinto, Il Buffone, un ritorno al neorealismo italiano che gli assicurò un posto tra le stelle del cinema. Ormai consacrato nel suo Paese, Bosco ebbe la possibilità di partecipare come attore e regista alla serie di pellicole che lo proiettò definitivamente nel jet-set internazionale: le trasposizioni cinematografiche di Tony Dane dei romanzi di culto degli anni '60 di I. E. Sturgess. I film furono un successo in tutto il mondo e, per lungo tempo, sembrò che Bosco non potesse sbagliare una mossa. Tuttavia, il destino aveva altri piani per lui: Bosco cadde vittima della dipendenza di alcol e droga e la sua carriera colò a picco, soprattutto dopo la première di Cannes dell'ultimo film di Tony Dane, Il Bruto. In quell'occasione, Bosco si prese la libertà di urinare sullo schermo poiché i produttori avevano modificato il suo "capolavoro"; in seguito a quell'episodio, divenne persona sgradita, con una reputazione da uomo difficile. Scivolò quindi in un abisso di scandali e abuso di droga. Anche per questo, ha sorpreso tutti la scelta dell'Avventura Pictures di affidargli il ruolo di attore protagonista e regista dell'adattamento cinematografico del celebre fumetto Icon. Ultimamente, tuttavia, le riprese del film hanno attraversato una fase travagliata, al punto che Bosco ha deciso di trasferire la lavorazione a Sapienza, "per sfuggire agli avidi produttori capitalisti che nulla comprendono d'arte". Il suo operato ha portato l'Avventura Pictures sull'orlo della bancarotta al punto che essa, non potendo rimuovere Bosco dalla sua posizione di regista senza violarne il contratto, ha assunto l'ICA per eliminarlo prima che faccia fallire la compagnia.

### Marco Abiatti
Affermare che Marco Abiatti sia vanitoso sarebbe un eufemismo. Noto personaggio politico, è un uomo subdolo e megalomane, un populista di destra con legami mafiosi e molto denaro da sperperare. È da sempre considerato un pessimo soggetto, ma riesce sempre a non lasciare tracce. Nonostante questo, è riuscito ad ottenere l'appoggio dei fanatici di destra, in aumento in Europa negli ultimi anni. Si è candidato come sindaco di Sapienza, che definisce "la più bella città d'Italia" ma che in realtà intende unicamente a svendere cacciando via gli abitanti e trasformandola in un rifugio di lusso per ricchi e potenti.
Il noto bioingegnere Silvio Caruso ha assunto l'ICA per eliminare Abiatti, che egli considera una minaccia per la sua città di Sapienza. Secondo Francesca De Santis, la vera ragione per cui Silvio Caruso ha attivato il contratto è perché Abiatti lo aveva bullizzato a scuola quando erano entrambi ragazzi. La morte di Marco Abiatti, considerata dall'opinione pubblica come un omicidio politico, viene menzionata Francesca De Santis, Oscar Lafayette e altri personaggi nella missione Il mondo di domani.
Il personaggio sembrerebbe essere una parodia di Silvio Berlusconi e Donald Trump.

### Reza Zaydan
Reza Zaydan appartiene a una delle famiglie più influenti e facoltose di Marrakech. Suo nonno diede vita a un impero multimilionario operando nell'industria dei profumi. Il padre, ex ministro degli esteri, ha preparato i figli alla carriera politica fin dalla tenera età. Il fratello maggiore è un diplomatico, mentre la sorella un avvocato per l'ONU. Al tempo, furono comunque le forze armate ad attrarre il vero interesse del giovane Reza Zaydan. Sospinto in egual misura da nepotismo, talento politico e incrollabile efficienza, Zaydan ha raggiunto il grado di generale ad appena 49 anni. Ha la fama di essere un uomo colto e affascinante, con un debole per le belle donne. Scapolo convinto, ha sedotto modelle, attrici e atlete, guadagnandosi l'ammirazione del popolo marocchini. I più stretti collaboratori di Zaydan lo descrivono come distaccato, spietato e subdolo. In aggiunta al suo talento militare, Zaydan è abile nell'orchestrare gli intrighi politici e preferisce eliminare gli avversari con l'astuzia e l'inganno.

### Claus Hugo Strandberg
Claus Hugo Strandberg, cittadino svedese, è l'ex amministratore delegato della principale banca privata del Marocco. Accusato (giustamente) di aver architettato una frode finanziaria di miliardi di dollari ai danni del popolo marocchino, si è asserragliato all'interno del consolato svedese di Marrakesh. Strandberg è cresciuto a Lund in una famiglia della media borghesia. Da adolescente incarnava tutti i tratti di un sociopatico: affascinante, carismatico, estroverso e, soprattutto, rassicurante e trascinante. In sostanza, un leader nato e un ciarlatano di prima categoria. Strandberg studiò economia a Stoccolma, ma non ha mai conseguito la laurea. Al contrario, si creò un'inestricabile rete di finte credenziali accademiche, tra cui un master in finanza e un dottorato in macroeconomia presso l'inesistente "Università di Kronstadt". In seguito riuscì ad ottenere un prestigioso impiego presso una delle più potenti banche d'investimento del Regno Unito. Quando i suoi datori di lavoro misero in dubbio le sue credenziali, Strandberg ebbe l'astuzia di ingaggiare un'attrice di Hollywood per impersonare una dirigente della finta università che ne confermasse i titoli di studio. Successivamente, Strandberg ottenne un prestigioso impiego presso un fondo di investimento cinese, dove divenne famoso per le sue ardite e legalmente discutibili strategie di gestione del rischio. Sposò una donna cinese, da cui divorziò. Dieci anni più tardi, quando la moglie scomparve a causa di un tumore, Strandberg non si fece scrupoli a ingannare la figlia della donna per sottrarle l'eredità. Dal 2005 è l'amministratore della più importante banca privata del Marocco, ma non ha resistito alla tentazione di arrotondare lo stipendio con attività illecite. Con una complessa variante del classico schema Ponzi è riuscito infatti ad attirare nell'arco di dodici anni miliardi di dollari da investitori privati; la truffa si è protratta finché un giornalista non l'ha svelata all'opinione pubblica.

### Matthieu Mendola
Matthieu Mendola è l'architetto capo della compagnia Hamilton-Lowe. A prima vista, la carriera di Mendola non offre spunti di rilievo: emerge la figura di un lavoratore infaticabile, un buon padre di famiglia e un dipendente leale che ha dedicato gli ultimi dieci anni alla Hamilton-Lowe. Prima di essere assunto dalla Hamilton-Lowe, Mendola è stato uno dei migliori allievi architetti all'ETH di Zurigo. Ciononostante, divergenze creative lo hanno reso sempre più insoddisfatto della propria situazione lavorativa, portandolo a tradire il suo datore di lavoro diventando una spia per China Corp, il principale concorrente della Hamilton-Lowe. In procinto di consegnare a Kwang documenti riservati della propria compagnia, inclusa l'offerta segreta per un progetto edilizio del valore di svariati miliardi di dollari, verrà ucciso insieme a Kwang stesso da 47 a Marrakesh su ordine della Hamilton-Lowe. In aggiunta, Mendola è altamente superstizioso e questo lo rendeva un uomo prevedibile; interrompendo le sue routine poteva diventare abbastanza imprevedibile.

### Kong Tuo-Kwang
Uomo d'affari astuto e visionario, Kong Tuo-Kwang era il capo del colosso cinese dell'edilizia China Corp. Fu uno dei primi suoi connazionali a intuire il potenziale dell'Africa. Rimasto orfano, Kong è cresciuto nella città protetta di Kowloon. Tuttavia, non esistono informazioni che spieghino la sua improvvisa comparsa nel mondo della finanza all'alba del boom del mercato azionario degli anni '80. Investitore esperto, Kong ha fondato la China Corp, una società di mediazione focalizzata sull'espansione in paesi in via di sviluppo. Nelle interviste, Kong ha sempre dichiarato che il suo spirito d'iniziativa negli affari nasce dal puro desiderio di migliorare la vita delle persone; in realtà, Kong è un convinto capitalista che brama il profitto e antepone il potere alla mera nobiltà d'animo.

### Jordan Cross
Il celebre musicista statunitense Jordan Cross è il cantante e bassista dei The Class, acclamata band del panorama indie rock con base a New York. Jordan è l'unico figlio di Thomas Cross, uno tra i manager più ricchi al mondo, e ha vissuto un'infanzia tutt'altro che ordinaria. È cresciuto in una prigione dorata, viziato ma trascurato dal punto di vista affettivo. Secondo il suo psicologo, il dottor Oscar Lafayette, Cross presenta una classica forma di "affluenza". Ha un disperato bisogno di approvazione, ma si rifiuta ostinatamente di seguire gli ordini o i consigli altrui. È ossessionato dall'idea di costruire un suo impero personale per sfuggire all'influenza del padre, un uomo freddo e manipolatore. Non stupisce che i testi delle sue canzoni trattino spesso di prigionia e ribellione, criticando aspramente la classe dirigente e le alte sfere della società. I suoi amici non gli risparmiano battute e amano ripetere che Jordan Cross è "come Bruce Wayne,solo che vorrebbe suo padre morto". Deciso a intraprendere una carriera artistica, Cross ha studiato musica nella prestigiosa St. Claremont's School di Londra, si è trasferito a New York e ha conquistato i favori della critica con i The Class, una band orientata al rock alternativo ma potenzialmente in grado di sfondare nel circuito mainstream. Per un periodo, era sembrato che Jordan Cross potesse effettivamente smarcarsi dall'ingombrante ombra di suo padre. Una fatidica notte, tuttavia, la sua fidanzata Hannah Highmoore è morta precipitando dal suo appartamento durante un litigio. Secondo le autorità si sarebbe trattato solo di un tragico incidente, ma i genitori della giovane ritengono che la figlia sia rimasta vittima di un vero e proprio omicidio e hanno assunto l'ICA per eliminare Jordan Cross e il suo avvocato Ken Morgan. Con ogni probabilità, infatti, Cross ha ucciso la ragazza in un raptus di follia, ma non poteva permettere che l'errore di un attimo rovinasse la sua vita e tutto ciò che aveva costruito fino a quel giorno; così si è rivolto all'uomo che disprezzava più di ogni altro: suo padre. Che si sia trattato o meno di un incidente, Thomas Cross ha colto l'occasione per riavvicinarsi a suo figlio: ha usato la sua influenza politica per far pressione sulla polizia di New York e ha sfruttato il suo impero mediatico e il suo esercito di avvocati per volgere l'accaduto in favore di Jordan. Al termine della sua campagna, l'opinione pubblica vedeva in Hannah Highmoore un'incontrollabile "ochetta" amante delle feste e in Jordan Cross un tenero fidanzatino inconsolabile, immagine che ironicamente ha legittimato i The Class anche nel circuito mainstream.
Jordan Cross è un musicista di grande talento, e ne è perfettamente consapevole. È disinvolto e sicuro di sé, ma tende spesso a comportarsi da arrogante e può rivelarsi odioso, collerico e prepotente. Vanta una spiccata sensibilità artistica, ma è pericolosamente pretenzioso e crede di rappresentare il centro dell'universo e di vivere al di sopra di ogni legge. Verrà ucciso insieme a Ken Morgan da 47 a Bangkok il giorno del suo ventisettesimo compleanno, proprio l'età in cui muoiono le rockstar (infatti la missione si chiama Club 27).

### Ken Morgan
Ken Morgan è un potente avvocato, consulente aziendale e legale della famiglia Cross. Nato nel Regno Unito ma residente a New York, Morgan studiò legge a Cambridge, dove era soprannominato "il tir" per via del suo fisico corpulento e delle spietate tecniche di analisi incrociata. Dopo una breve esperienza come avvocato patrocinante in un rinomato studio di Londra, Morgan si trasferì a New York e diede una svolta alla sua carriera fondando la celeberrima Morgan, Yates & Cohn. Si mise in luce per le sue competenze in diritto aziendale, ma raggiunse la fama grazie a un caso penale: nel 2004 difese con successo Chelsea Whitmore, una giovane rampolla dell'alta società accusata di aver ucciso un senzatetto, scaricando la responsabilità su una cheerleader sua rivale. In quello che la stampa battezzò "il processo del decennio", Morgan fece assolvere la sua cliente presentandola come una vittima della cosiddetta "affluenza", meglio nota come "sindrome dei giovani ricchi".
Questo sfoggio di prodezze legali ha impressionato a tal punto Thomas Cross, l'eccentrico proprietario dell'impero mediatico Cross Holdings, da indurlo a nominare Morgan suo legale personale. Morgan ha ottenuto un'impressionante sequela di vittorie, rappresentando giganti dell'imprenditoria come la Ether, la Hamsun Oil, la Kronstadt Technologies e la Haven Corporate Services. Nel tempo, tuttavia, si è reso noto per il suo approccio sbrigativo e irresponsabile, incarnato dalla tendenza a corrompere i pubblici ufficiali e a ricattare i testimoni.

Ken Morgan ha difeso Jordan Cross nel processo legato alla morte di Hannah Highmoore, precipitata dall'attico che il giovane possedeva a Brooklyn, New York. Secondo i genitori della Highmoore, divenuti clienti dell'ICA, Morgan ha insabbiato la verità e ha aiutato Jordan Cross a dipingere la morte di Hannah come un semplice incidente, corrompendo gli agenti di polizia e manipolando i media interessati alla vicenda. Grazie alle sue esperte macchinazioni, Hannah è stata etichettata come una ragazza facile e fuori controllo, mentre Cross ha assunto il ruolo della vittima affranta e innocente.
Ad oggi, la carriera di Ken Morgan non ha mai conosciuto sconfitte. Vive in compagnia del suo bassotto Pickles in un attico con vista su Central Park. Morgan sembra il classico inglese elegante e di buone maniere, dotato di un'oratoria impeccabile ma sostanzialmente innocuo, ma nelle aule di tribunale può annientare qualsiasi avversario e ha i mezzi per schiacciare chiunque osi ostacolare i suoi clienti.

### Sean Rose
Sean Rose è un attivista radicale ed esperto di esplosivi ricercato a seguito di numerosi attentati di matrice politica. Nato ad Alice Springs, Rose crebbe in un'isolata come marxista dell'entroterra australiano. I cosiddetti "Figli della solidarietà" erano stati fondati da un professore di economia originario di Melbourne, che trovò nella madre di Rose una delle sue più fidate accolite. Presumibilmente, il piccolo Rose non ebbe contatti con persone estranee alla comune fino al suo decimo anno di età, quando una squadra della Polizia Federale Australiana irruppe nel complesso. Sean Rose fu sottoposto all'attenzione dei servizi sociali e dato in affidamento a diverse famiglie. A sedici anni si innamorò di un'attivista canadese con idee di estrema sinistra, la seguì a Vancouver e si unì al suo gruppo di ambientalisti radicali, strutturato su principi e spunti retorici del tutto simili ai suoi. Tuttavia, Rose mostrava una propensione per la violenza che col tempo finì per allontanarlo da tutte le principali organizzazioni. Il suo carattere passionale, determinato e carismatico lo rese la recluta perfetta per l'Esercito Incorrotto, una rete terroristica di anarco-primitivisti tesa a combattere il progresso della civiltà per riportare l'uomo alla sua condizione naturale. Negli anni successivi, Rose approfondì la sua conoscenza degli esplosivi ed ideò una serie di attentati dimostrativi ai quattro angoli del globo. Nel 2008, tuttavia, una serie di sfortunate coincidenze causò "effetti collaterali non previsti" in un ufficio governativo di Auckland, Nuova Zelanda, dove gli ordigni posizionati da Rose causarono la tragica morte di 2 adulti e 7 bambini. Rose si diede alla clandestinità e, non molto tempo dopo, tutti i leader dell'Esercito Incorrotto furono catturati. Rose scelse così di iniziare a lavorare in proprio, senza alcun pregiudizio ideologico, costruendo bombe per vari gruppi politici di matrice politica o ambientalista. Ma quando distrusse una piattaforma petrolifera della Hamsun Oil con una spettacolare esplosione, una speciale task force dell'Interpol venne incaricata di cercarlo. Per ragioni sconosciuta, l'analista responsabile della caccia all'uomo, la britannica Penelope Graves, è passata al nemico. Dopo mesi di assoluto silenzio, Rose è ricomparso a New York, dove ha partecipato al rocambolesco rapimento e all'esecuzione del magnate dei media Thomas Cross, proprio durante il funerale di suo figlio Jordan (assassinato da 47 a Bangkok). Intelligente e spietato, Sean Rose è un idealista infuriato, disperatamente alla ricerca di un simbolo e di una causa da sposare. Sicuro, impetuoso e moralista, ma anche impressionabile come tutti i fanatici, Rose è un demagogo che vede il mondo in bianco e nero e che di rado tollera i conflitti di prospettiva. Non concede spesso la sua fiducia e ha pochi confidenti oltre alla sua partner, l'assassina Alma Reynard. Inoltre, Rose soffre di un acuto disturbo ossessivo-compulsivo e cede spesso a nevrosi legate all'igiene o alla presenza di batteri; è estremamente ordinato e meticoloso, e si concentra sulla simmetria o sulla misurazione del tempo. Dopo una brutta esperienza giovanile con l'LSD è diventato ipersensibile agli effetti delle droghe e in particolare delle sostanze allucinogene; l'ultima volta che ne ha fatto uso è caduto in preda a una crisi psichica, dando sfogo alla sua fobia per i germi. Fuma sigarette quando è agitato.

### Ezra Berg
Ezra Berg è un ex agente del Mossad specializzato in tecniche di laboratorio con sostanze chimiche. Figlio di un architetto israeliano, Berg fu educato nelle periferie borghesi di Tel Aviv. Durante i rilievi per un piano edilizio commissionato da una banca occidentale, tuttavia, la sua intera famiglia venne presa in ostaggio dagli Hezbollah e tenuta prigioniera in attesa di un riscatto. Infine, il giovane Berg fu tratto in salvo dalle truppe israeliane. Si dedicò agli studi di chimica e sviluppò un particolare interesse per le sostanze psicotrope. Divenne quindi un agente segreto del Mossad e si specializzò nel campo degli interrogatori con sostanze chimiche. Riuscì a costruirsi una reputazione di professionista serio, efficiente, affidabile e in grado di far parlare chiunque. I suoi metodi erano tutt'altro che etici, ma non contemplavano comunque l'uso della violenza. Lo stesso Berg definiva il suo lavoro "il male minore". Nel tempo, cominciò anche ad ampliare il suo repertorio, dedicandosi all'ipnosi indotta da droghe, alla rimozione dei ricordi e al controllo subliminale della mente. Il suo stile, tuttavia, si fece troppo controverso per i comandanti del Mossad, che lo costrinsero a un pensionamento anticipato. Nel 2015, Berg ha venduto la sua residenza di Tel Aviv e ha iniziato a viaggiare per il mondo; da allora, nessuno l'ha più visto in pubblico. Gentiluomo educato e abile oratore, Berg si considera una spirito nobile che svolge incarichi indispensabili riducendo al minimo gli oltraggi e la crudeltà. Ciononostante, è perfettamente in grado di suscitare un intenso terrore psicologico e indossa una caratteristica maschera di silicone priva di lineamenti, che usa per spaventare i soggetti sedati.

### Penelope Graves
Ex analista dell'Interpol specializzata nella lotta al terrorismo, Penelope Graves è la nuova consulente strategica della milizia in Colorado. Con un quoziente intellettivo prossimo ai 200, la Graves è sempre stata destinata a importanti imprese. Parlava correttamente già a 6 mesi di vita e iniziò a studiare fisica a livello universitario all'età di 5 anni. Con il tempo ha sviluppato tuttavia un profondo interesse per la logica, la teoria dei giochi e la psicologia criminale. Dopo essersi laureata all'università di Cambridge, è diventata profiler per la polizia di Londra e in seguito si è trasferita all'Interpol, imponendosi come una delle più prolifiche analiste nella lotta al terrorismo. Per un breve periodo, ha coordinato sul piano internazionale le ricerche di Sean Rose, il terrorista alla cui organizzazione si è poi unita dopo aver scoperto prove inconfutabili sulla corruzione sistematica e l'abuso di potere che interessano i più alti livelli dell'ONU e dopo aver assistito al totale disinteresse in merito dei suoi superiori, cui aveva denunciato tale situazione. È abituata a pensare in modo strettamente analitico, adora l'ordine e non riesce a tollerare i sistemi imperfetti. Alla sua straordinaria intelligenza si accompagna una profonda empatia. A dispetto di questo, manifesta una scarsa rigidità morale ed è in grado di agire in nome del bene superiore compiendo scelte che la maggioranza delle persone troverebbe insostenibili.

### Maya Parvati
Maya Parvati è un'ex assassina e trafficante d'armi al soldo delle Tigri Tamil, dei quali suo padre era un leader. Nata in un contesto di guerra, ha vissuto un'infanzia da nomade e fuggitiva sotto la tutela di soldati e mercenari. Da adolescente, Maya Parvati divenne una prolifica assassina specializzata nell'individuazione di bersagli, nell'infiltrazione e nel combattimento con i coltelli. Quando le Tigri Tamil si sciolsero, nel 2009, Parvati fuggì dallo Sri Lanka ed entrò a far parte dei pirati del Mar Cinese Orientale. In quegli anni entrò in affari con Maelstrom, il misterioso capo pirata che nel 2014 conquistò e dirottò la petroliera TI "Frances King". Almeno un testimone riconobbe la Parvati a bordo della nave durante la crisi degli ostaggi e la sparatoria che ne conseguì, a discapito della vita di 19 pirati, 8 soldati cinesi e 25 marinai innocenti. Durante la battaglia una granata le ha strappato il braccio sinistro. Ora è un'istruttrice dei miliziani di stanza in Colorado, USA.

### Erich Soders
Erich Soders è l'ex direttore del consiglio di amministrazione dell'ICA (International Contract Agency). Lui e Diana Burnwood hanno sorvegliato l'agente 47 durante il suo addestramento nel nascondiglio segreto dell'Agenzia.
Ritiratosi dal campo ufficialmente nel 1981, è da sempre considerato il miglior agente ICA della sua generazione. Sebbene vantasse capacità fuori dal comune, Soders fu costretto a rinunciare in giovane età al servizio per via di una malformazione congenita al cuore. Una delle sue ultime missioni fu il leggendario assassinio di Jasper Knight, campione di scacchi statunitense rivelatosi poi una spia del KGB. Ancora oggi, quella missione viene studiata approfonditamente dagli agenti di supporto dell'ICA per l'astuzia e la raffinatezza strategica messe in campo. Soders fu nominato Supervisore in carica per l'arruolamento e l'addestramento dei nuovi agenti e, in seguito, entrò a far parte del consiglio direttivo dell'ICA.
Soffre di una particolare sindrome, il situs inversus, che comporta una disposizione invertita di tutti gli organi interni. Subì il primo trapianto cardiaco nel 1995, piegandosi all'illegalità e acquistando il cuore sul mercato nero. Trattandosi di un mostro sacro dell'ICA, tuttavia, i piani alti si rifiutarono di aprire un'indagine formale. Le sue condizioni di salute e la passione per il gioco d'azzardo, che l'ha trascinato virtualmente in bancarotta, l'hanno portato, poco dopo il rapimento di Thomas Cross al funerale di suo figlio, a tradire l'ICA e a diventare una talpa agli ordini di Providence; tale organizzazione ha infatti accesso alle migliori cure disponibili nel mondo, oltre a godere dei mezzi e dell'influenza indispensabili per ottenere in breve tempo il cuore di un donatore illegale.

### Yuki Yamazaki
Yuki Yamazaki è una spietata avvocatessa di Tokyo che agisce segretamente per conto di Providence. Nata e cresciuta ad Osaka, è figlia di un boss della yakuza locale. In seguito alla morte di Masahiro Hayamoto, ucciso da 47 nel 2002 per conto dell'ICA, l'organizzazione andò tuttavia incontro a un pericoloso vuoto di potere e tra le gang è scoppiata una guerra in cui hanno perso la vita sia il fidanzato, sia il fratello maggiore di Yuki Yamazaki. Temendo per l'incolumità della figlia, i suoi genitori decisero di mandarla a vivere negli Stati Uniti, ospite di alcuni parenti, consentendole così di studiare legge alla UCLA. Dopo la specializzazione, la Yamazaki è tornata in Giappone e si è trasferita a Tokyo, dove ha trovato impiego come consulente legale di una società immobiliare controllata dalla Yakuza. Quando suo cugino, uno sgherro d'infimo livello, è stato arrestato con l'accusa di contrabbando d'armi, Yuki Yamazaki è tornata a immergersi in prima persona nel mondo del crimine organizzato, dimostrando una spaventosa abilità nel manipolare i suoi avversari; Ha rivelato un'inattesa inclinazione agli accordi sottobanco, al patteggiamento e al ricatto, imponendosi presto come la principale avvocatessa della yakuza.
Yuki Yamazaki è salita agli onori delle cronache quando, dopo un intero anno di indagini, la polizia di Tokyo ha arrestato cinque dei più influenti boss della yakuza. La Yamazaki è stata coinvolta nel caso come legale di punta dell'organizzazione e ha catturato l'attenzione del pubblico con i suoi modi severi, il suo piglio pratico e la sua assoluta mancanza di umiltà, caratteristiche che i media hanno subito ricollegato agli anni trascorsi in America. Nel corso del processo, mentre le prove a carico dei suoi clienti si moltiplicavano, Yuki Yamazaki non ha mai vacillato: con esperienza e determinazione ha smontato qualsiasi testimonianza, smantellando gli indizi raccolti e presentando le controprove più ingegnose. Il processo, ormai sotto gli occhi dell'intera nazione, ha raggiunto il suo culmine quando tre testimoni chiave dell'accusa non si sono presentati in aula per rilasciare le loro dichiarazioni. Le pressioni esercitate sulla giuria, insieme alle tangenti offerte ai poliziotti per indurli a ritrattare le testimonianze riguardo alle fasi fondamentali dell'arresto degli imputati, hanno messo alle strette l'accusa e l'hanno infine condannata alla resa. I cinque boss sono stati assolti e Yuki Yamazaki  è divenuta all'istante una donna straordinariamente ricca e potente. Negli anni successivi, la Yamazaki e il suo ufficio legale sono riusciti a salvare dalla condanna i maggiori esponenti della criminalità di Tokyo. Si è poi unita a Providence, riducendo drasticamente le sue apparizioni in tribunale negli ultimi due anni. Si trova ora al Gama per ottenere informazioni vitali da Erich Soders al termine del suo intervento.

## Personaggi secondari

### Terry Norfolk
Terry Norfolk può essere visto nell'Addestramento guidato mentre parla al telefono cellulare, per poi salire a bordo dello yatch per comunicare con Kalvin Ritter.
Norfolk è un uomo anziano, indossa un blazer bianco con una camicia rossa, pantaloni bianchi e cappello pure bianco. I suoi abiti possono essere indossati da 47 per camuffarsi ed ottenere un incontro privato con Ritt.

### Kurt Donovan
Kurt Donovan segue da vicino Viktor Novikov attorno al Palais de Walewska nella missione Il guastafeste. Fa da guardia a Novikov da vicino in tutti i suoi giri per il palazzo.
Indossa un completo nero con una cravatta blu, e può rilasciare un telefono che il giocatore può usare per chiamare un'evacuazione "Codice 17", costringendo Victor Novikov e Dalia Margolis nella stanza più a sud-est del secondo piano.

### Valerie St. Clair
Valerie St. Clair è la leggendaria direttrice della rivista Showstopper. Ha scoperto il segreto di Novikov e ha intenzione di ricattarlo.
I suoi grandi occhiali da sole e la sua frangia bionda la fanno fortemente somigliare all'editrice di Vogue, la britannica Anna Wintour, anche lei un'influente giornalista di moda.

### Tren Po
Il principe Tren Po è ospite dell'asta IAGO che si tiene al Palais de Walewska durante il Sanguine Fashion Show.
Suo padre Jin Po è il dittatore di Khandanyang, che ha convinto il suo popolo ad adorarlo come un dio, e Tren è il suo apparente erede. Tren può essere individuato in un corridoio appena fuori l'asta IAGO, parlando al cellulare con Jordan Cross riguardo alla composizione di una canzone per la sua incoronazione.
Ne Il mondo di domani, si possono sentire due scienziati nel laboratorio sotterraneo fantasticare su chi avrebbero scelto di uccidere con il loro virus sperimentale. Uno suggerisce Jin Po, mentre il suo collega afferma che Tren Po sarebbe semplicemente riuscito a succedergli e ad essere un tiranno ancora peggiore. Molto probabilmente, è una parodia del leader della Corea del Nord Kim Jong-un come suggerisce il suo nome e l'aspetto asiatico.

### Helmut Kruger
Helmut Kruger è un famoso modello, il nuovo volto del brand Sanguine Ice di Viktor Novikov, nonché amico personale della fidanzata di Novikov, Dalia Margolis. È anche apparso in un video musicale di Jordan Cross. Probabilmente è originario della Germania, Austria o di un altro Paese di lingua tedesca; tra l'altro, il suo cognome è "Krüger", stando a un cartellone della Sanguine vicino ai camerini. Kruger assomiglia molto all'Agente 47

### Salman Al-Ghazali
Il famigerato sceicco Salman Al-Ghazali è un ospite d'onore dell'asta della IAGO che ha luogo al Palais de Walewska durante la sfilata di moda della Sanguine. La sua famiglia è estremamente ricca, nonché una nota finanziatrice del terrorismo. Salman è uno dei principali clienti della IAGO ed essendo una persona molto schiva, fatta eccezione per familiari, dipendenti e amici intimi, non molti hanno avuto l'onore di vederlo in faccia. Può essere visto nel livello Il guastafeste in una stanza chiusa con una guardia, vestito con un abito bianco e un copricapo rosso e oro.

### Sebastian Sato
Sebastian Sato è il nuovo stilista capo della Sanguine. Dirige la sfilata di moda al Palais de Walewska durante la missione Il guastafeste, dove ci sarà la premiere della linea ICE. Sato è un genio volubile e vittima di repentini sbalzi d'umore.

### Max Decker
Max Decker è un analista del FSB, il servizio segreto russo, ed è stato anche membro del KGB ormai sciolto, il servizio di intelligence dell'Unione Sovietica, durante la guerra fredda. Il FSB si stava occupando di un caso su Novikov, ma il capo di Decker, il comandante di sezione Nicholai Kamarov, si è apparentemente suicidato (in realtà fatto uccidere da Novikov). Mentre Decker sta aspettando, riceverà una telefonata da Novikov che gli dirà di incontrarlo al padiglione, e che una guardia giurata lo scorterà lì. Decker aspetterà la guardia di sicurezza e poi lo seguirà nel luogo dell'incontro. Decker ha anche portato con sé una guardia del corpo personale che lo accompagnerà in ogni momento.
Con l'FSB che ha avviato una causa penale contro Viktor Novikov, Decker è stato pagato un importo di sette cifre per distruggere le prove contro di lui. Decker riuscì a organizzare un incendio presso il quartier generale della FSB che distrusse tutte le prove, tranne un'ultima copia rimanente del fascicolo che conteneva ogni minima prova dell'FSB mai raccolta su Novikov. Una volta raggiunto il padiglione, chiamerà Novikov, che deve ancora arrivare. Quando Novikov arriverà, avrà una conversazione e gli darà l'ultimo file rimasto. Novikov dirà a Decker che i soldi saranno trasferiti sul suo conto e Decker lascerà quindi il palazzo.

### Roberto Vargas
Roberto Vargas è l'insegnante di golf di Silvio Caruso, nonché l'amante di Francesca De Santis. Noto dongiovanni, ha trasformato la stanza della De Santis in un romantico nido d'amore a lume di candela e conta di chiamarla dopo la sua lezione di golf con Caruso.

### Marcello Ray
Marcello Ray è il cuoco di Silvio Caruso, per il quale cucina tutti i pasti nella sua villa. Spende molto tempo per cercare di replicare la ricetta del sugo per gli spaghetti che utilizzava la madre di Caruso. Sembra che non sia molto interessato alle norme igienico-sanitarie, in quanto fuma tranquillamente le sue sigarette vicino alle pietanze che sta preparando in cucina.

### Oscar Lafayette
Il Dr. Oscar Lafayette è uno psichiatra di fama mondiale e uno scrittore. Tra i suoi clienti figurano il bioingegnere italiano Silvio Caruso e il cantante americano Jordan Cross. È calvo ed indossa solitamente un completo marrone.
L'Agente 47 potrà stordirlo ed impadronirsi dei suoi vestiti per infiltrarsi nella villa di Caruso ed assassinarlo durante una sessione terapeutica.

### Sal Falcone
Sal Falcone è un investigatore privato di Milano che ha svolto diversi incarichi per Silvio Caruso, ma è comunque disponibile a tradire il suo ex-cliente in caso di un'offerta economica più vantaggiosa.

### Salvatore Bravuomo
Salvatore Bravuomo è un avvocato di Sapienza che ha messo le mani su delle prove che potrebbero sprofondare la carriera politica di Marco Abiatti. Abiatti, credendo fermamente che tutti gli uomini possano essere comprati, vuole incontrare Bravuomo faccia a faccia. L'avvocato, tuttavia, non è nato ieri e si è saggiamente nascosto.

Il suo nome è la traduzione in lingua italiana di quello di Saul Goodman, l'avvocato di Breaking Bad e protagonista dello spin-off Better Call Saul (Salvatore Bravuomo = Sal Good Man = Saul Goodman).

### Abel de Silva
Il promettente percussionista indie Abel de Silva è stato chiamato dall'etichetta discografica dei The Class come rimpiazzo del batterista che ha improvvisamente abbandonato la band. Non ha mai incontrato Jordan Cross di persona e somiglia molto a 47.

### Amos Dexter
Il signor Amos Dexter è un ricco texano ricoverato al Gama con codice rosso. Sarà sottoposto a un trapianto di polmoni non appena saranno disponibili organi compatibili. È un gran bevitore e un accanito fumatore; nella sua stanza al Gama ha nascosto birra, whiskey e sigarette, tutti beni severamente vietati all'interno della struttura clinica. Mentre è ubriaco, si agira per le aree riservate del Gama facendo commenti razzisti sul personale asiatico della struttura. Al momento non si registrano complicazioni e il chirurgo è ottimista circa la completa guarigione del paziente.
Non si sa se è imparentato con Blake Dexter, ricco fabbricante di armi del South Dakota, principale antagonista di Hitman: Absolution.

### Jason Portman
Jason Portman, l'ex amministratore di Quantum Leap, una startup tecnologica della Silicon Valley che ha venduto recentemente per oltre 1 miliardo di dollari. Si è sottoposto a una ricostruzione facciale completa al Gama per assomigliare il più possibile a Helmut Kruger.

### Akira Nakamura
Akira Nakamura è il direttore della clinica GAMA di Hokkaidō. Si occupa di tutti i processi dell'ospedale così come della manutenzione di KAI, l'innovativa intelligenza artificiale che gestisce la struttura. È molto amichevole con tutti i pazienti e si sofferma con piacere a chiacchierare con loro. I suoi capelli neri non sono altro che una parrucca.
Durante un dialogo privato con Yuki Yamazaki nel giardino zen si scopre che egli è a conoscenza di Providence e delle intenzioni di tale organizzazione: è quindi possibile che ne faccia parte.
Nella realtà, Akira Nakamura è il nome di un giocatore di baseball giapponese. Nel videogioco, c'è un travestimento da giocatore di baseball nella stanza del direttore.

### Nicholas Laurent
Il Dr. Nicholas Laurent è il primario di chirurgia del GAMA. Soffre di tremore alle mani e il pilota dell'elicottereo del GAMA, "Nails", gli fornisce prescrizioni illegali di droghe per rimediare al problema. Laurent si è divorziato da poco.

### Katashi Ito
Il dottor Katashi Ito, noto anche come il "Curatore", è un medico dell'obitorio del GAMA e sta svolgendo una sorta di esperimento medico. Il Curatore gestisce il deposito di organi della clinica e ha quindi anche accesso al nuovo cuore di Soders.